# Боннетсвілл (Північна Кароліна)
Боннетсвілл (англ. Bonnetsville) — переписна місцевість (CDP) в США, в окрузі Сампсон штату Північна Кароліна. Населення — 318 осіб (2020).

## Географія
Боннетсвілл розташований за координатами 35°0′20″ пн. ш. 78°24′7″ зх. д. / 35.00556° пн. ш. 78.40194° зх. д. (35.005525, -78.402030).  За даними Бюро перепису населення США в 2010 році переписна місцевість мала площу 8,58 км², з яких 8,56 км² — суходіл та 0,01 км² — водойми.

## Демографія
Згідно з переписом 2010 року, у переписній місцевості мешкали 443 особи в 171 домогосподарстві у складі 117 родин. Густота населення становила 52 особи/км².  Було 190 помешкань (22/км²).
Расовий склад населення:
| - 47,2 % — білих - 30,2 % — чорних або афроамериканців - 1,6 % — корінних американців - 19,0 % — осіб інших рас |

До двох чи більше рас належало 2,0 %. Частка іспаномовних становила 23,5 % від усіх жителів.
За віковим діапазоном населення розподілялося таким чином: 20,8 % — особи молодші 18 років, 66,3 % — особи у віці 18—64 років, 12,9 % — особи у віці 65 років та старші. Медіана віку мешканця становила 37,3 року. На 100 осіб жіночої статі у переписній місцевості припадало 99,5 чоловіків;  на 100 жінок у віці від 18 років та старших — 97,2 чоловіків також старших 18 років.
За межею бідності перебувало 27,3 % осіб, у тому числі 26,6 % дітей у віці до 18 років та 0,0 % осіб у віці 65 років та старших.
Цивільне працевлаштоване населення становило 133 особи. Основні галузі зайнятості: сільське господарство, лісництво, риболовля — 21,8 %, роздрібна торгівля — 12,8 %, освіта, охорона здоров'я та соціальна допомога — 6,8 %, мистецтво, розваги та відпочинок — 5,3 %.